# Acciaio Corten
L'acciaio COR-TEN (in inglese weathering steel) fa parte della categoria degli acciai basso legati definiti patinabili (è detto anche acciaio patinato).

## Storia
L'acciaio COR-TEN è stato brevettato dalla United States Steel Corporation nel 1933 che lo lanciò come acciaio basso legato con 0,2-0,5% di rame, 0,5-1,5% di cromo e 0,1-0,2% di fosforo.
La composizione negli anni ha subito alcune modifiche, quali ad esempio l'introduzione dello 0,4% di nichel, la riduzione del fosforo allo 0,04% nonché l'aggiunta di piccoli tenori di altri elementi (Mn, Si, C, S), per migliorare la sua resistenza meccanica. Attualmente si possono ottenere acciai COR-TEN con una resistenza allo snervamento fino a 580 MPa.

### Origini del nome
L'origine del nome deriva dalle principali caratteristiche dell'acciaio COR-TEN:   
- elevata resistenza alla corrosione (CORrosion resistance)
- elevata resistenza meccanica (TENsile strength)

## Caratteristiche

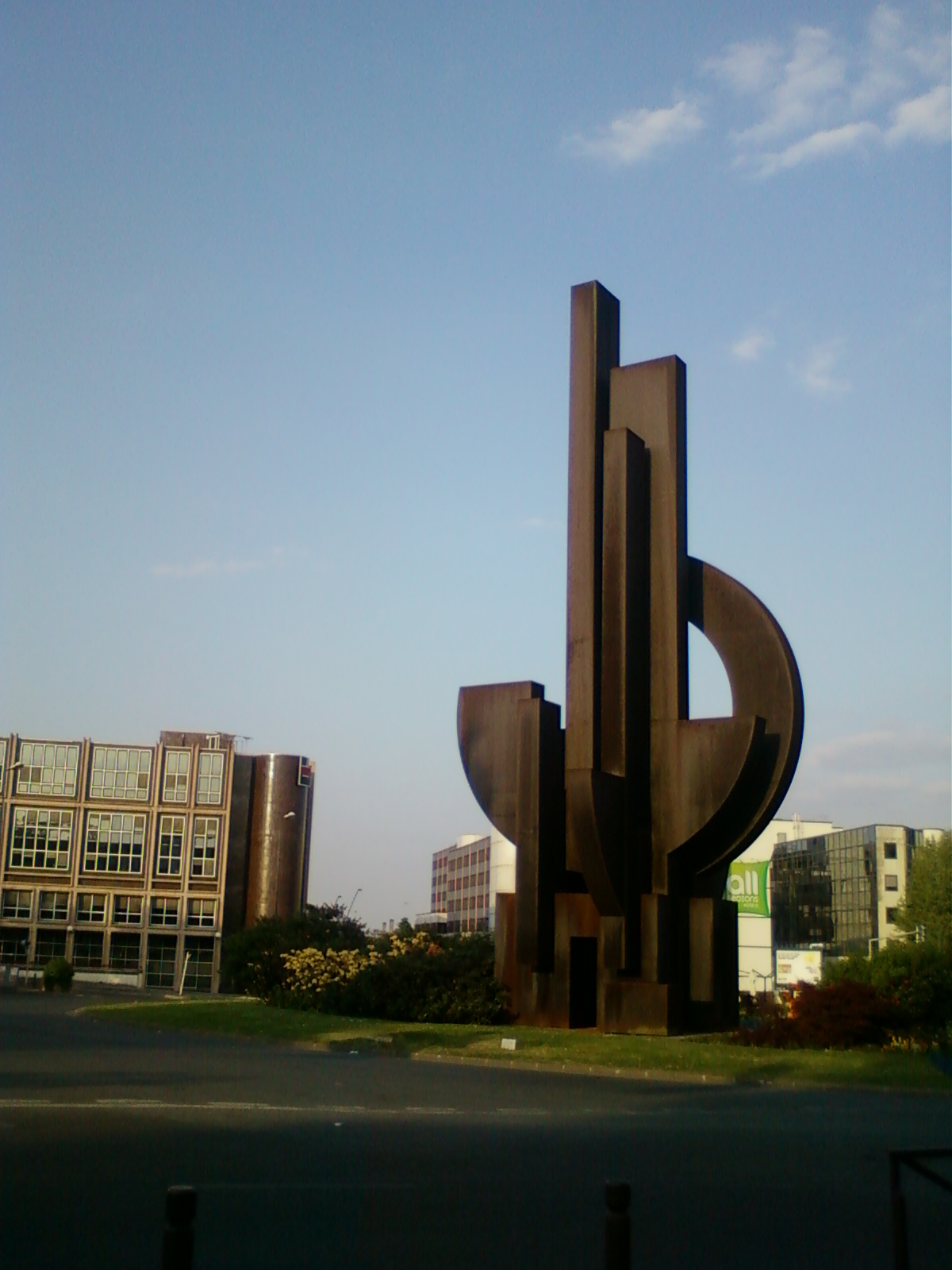
"La Liberté", scultura in acciaio COR-TEN a Fontenay-sous-Bois, Francia, realizzata da Marino di Teana, la più grande scultura in acciaio d'Europa

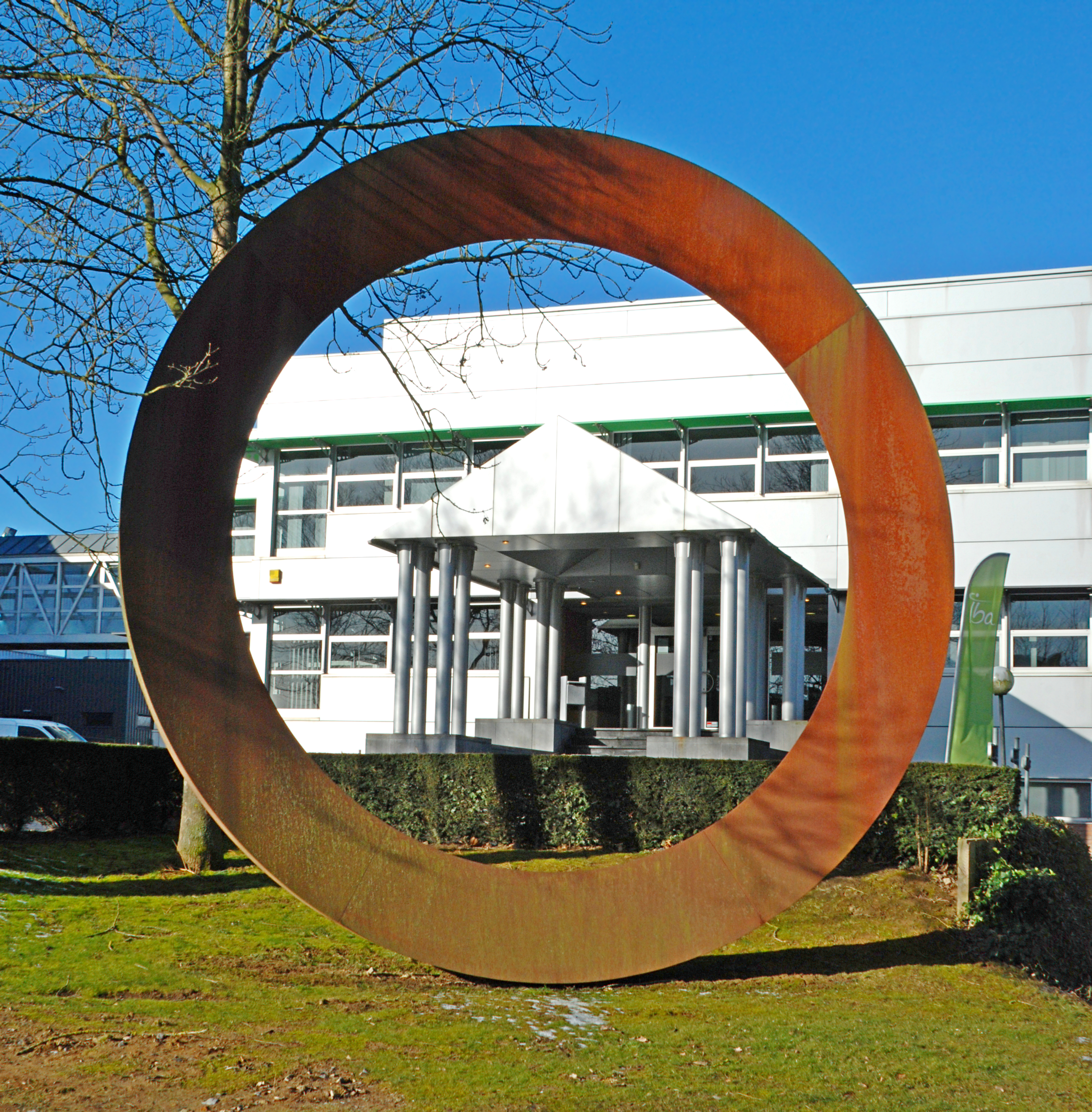
Anneau, Mauro Staccioli, Louvain-la-Neuve, Belgio

La principale peculiarità dell'acciaio COR-TEN è quella di autoproteggersi dalla corrosione elettrochimica, mediante la formazione di una patina superficiale compatta passivante, costituita dagli ossidi dei suoi elementi di lega, impedendo il progressivo estendersi della corrosione; tale film varia di tonalità col passare del tempo, solitamente ha una colorazione bruna. 
L'acciaio COR-TEN viene spesso utilizzato per il suo aspetto e resistenza alle condizioni atmosferiche, in architettura, edilizia e arte principalmente nella scultura all'aperto. L'ossidazione dell'acciaio COR-TEN si realizza nell'arco di sei mesi, quindi resiste nel tempo, ma varie aziende americane come Corten+ permettono di realizzare questa ossidazione in due ore grazie a prodotti di trattamento superficiale. 
È evidente il comportamento notevolmente diverso dell'acciaio COR-TEN rispetto a quello al carbonio nei confronti dell'azione corrosiva; infatti in quest'ultimo il film superficiale formato dai prodotti di ossidazione (ruggine) risulta poroso e incoerente e per questo non idoneo a passivare il sottostante metallo. La formazione del film superficiale passivante avviene però solo in presenza di determinate condizioni ambientali quali: 
- esposizione all'atmosfera;
- alternanza di cicli di bagnatura-asciugamento;
- assenza di ristagni e/o contatti permanenti con acqua.

In caso contrario il film protettivo non si forma e l'acciaio COR-TEN si comporta come un comune acciaio al carbonio.
Di solito il film protettivo non si forma quando si hanno determinate condizioni ambientali quali:
- ristagni di acqua;
- ambienti con cloruri o in presenza di acqua di mare. I cloruri tendono a non formare un film protettivo;
- schermature;
- applicazioni di pitture o cere protettive subito dopo l'esposizione del Corten all'atmosfera, cioè prima della formazione e crescita del film passivante. Tali rivestimenti impediscono la formazione del film.

## Utilizzo
Solitamente utilizzato in interventi di carpenteria di tipo pesante o per la realizzazione di sculture, l'acciaio COR-TEN proprio grazie alle caratteristiche meccaniche del materiale, all'alta resistenza alla corrosione e alle particolari tonalità cromatiche, ha trovato di recente applicazione in architettura nella realizzazione di profili per serramenti dotati di tecnologia a taglio termico.
Nelle sue varianti, la COR-TEN di tipo C viene utilizzata anche nel settore automotive per la costruzione dei componenti più soggetti a corrosione ma che allo stesso tempo devono resistere a forti sollecitazioni quali:
- assi;
- semiassi;
- alberi di trasmissione.

## Tipologie
Esistono tre tipi di acciaio COR-TEN:
- COR-TEN tipo A: comunemente denominato al fosforo, viene utilizzato per applicazioni architettoniche. Ha una resistenza agli agenti atmosferici da 5 a 8 volte quella dell'acciaio al carbonio;
- COR-TEN tipo B: comunemente denominato al vanadio, viene utilizzato per strutture mediamente sollecitate. Ha una resistenza agli agenti atmosferici di circa 4 volte quella dell'acciaio al carbonio;
- COR-TEN tipo C: viene utilizzato per strutture fortemente sollecitate. Ha una resistenza agli agenti atmosferici di circa 4 volte quella dell'acciaio al carbonio.

La ASTM International ha definito gli standard A242 (COR-TEN A), A588 (COR-TEN B) e A606 per i fogli a basso spessore.
| Grade     | C    | Si        | Mn        | P         | S     | Cr        | Cu        | V         | Ni   |
| --------- | ---- | --------- | --------- | --------- | ----- | --------- | --------- | --------- | ---- |
| ASTM A242 | 0.12 | 0.25–0.75 | 0.20–0.50 | 0.01–0.20 | 0.030 | 0.50–1.25 | 0.25–0.55 |           | 0.65 |
| ASTM A588 | 0.16 | 0.30–0.50 | 0.80–1.25 | 0.030     | 0.030 | 0.40–0.65 | 0.25–0.40 | 0.02–0.10 | 0.40 |

## Normativa
La norma EN 10025-5 definisce le caratteristiche meccaniche e chimiche degli acciai COR-TEN.